# ديفيد سنيدن
ديفيد صمويل سنيدن (1868-1951) كان تربويًا أمريكيًا. وكان أول مفوض للتعليم في ماساتشوستس، وترك المنصب ليخدم في هيئة تدريس كلية المعلمين في جامعة كولومبيا (1916-1935). وكان سنيدن رائدًا في مجال علم الاجتماع التربوي وحركة الكفاءة الاجتماعية، التي روجت للتعليم المهني.
وُلِد سنيدن في مزرعة في كافيلا، كاليفورنيا قبل الالتحاق بكلية سانت فينسينت في لوس أنجلوس.